# Котельниковы (деревня)
Котельниковы — деревня в Даровском районе Кировской области России. Входит в состав Кобрского сельского поселения.

## География
Деревня находится в западной части региона, в подзоне южной тайги, к западу от реки Моломы, на расстоянии приблизительно 350 метров (по прямой) на восток от окраины села Кобра, административного центра поселения.
Уличная сеть не развита.
Абсолютная высота — 163 метра над уровнем моря.
Географическое положение
Близнаходящиеся населённые пункты (стрелка — направление, расстояния в километрах — по прямой)
- д. Мочаловы (↖ 0.3 км)
- д. Столбяна (← 0.8 км)
- д. Кокуй (→ 0.9 км)
- д. Ковалевы (↖ 1.3 км)
- с. Кобра (→ 1.3 км)
- д. Угор (→ 1.3 км)
- д. Перетягины (↙ 1.5 км)
- д. Угляна (↑ 1.6 км)
- д. Проничи (↖ 1.7 км)
- д. Шипулята (↑ 1.8 км)
- д. Илюшонки (↑ 1.9 км)
- д. Малашенки (↗ 1.9 км)
- д. Бересневы (→ 1.9 км)
- д. Пономаревы (→ 2 км)
- д. Боровенок (↓ 2.1 км)
- д. Савиновщина (↙ 2.2 км)
- д. Саввы (↖ 2.6 км)
- д. Холманские (↗ 2.9 км)
- д. Анчижовки (↖ ≈2.9 км)
- д. Кочелыги (↗ 3 км)

Климат
Климат характеризуется как континентальный, с холодной многоснежной зимой и умеренно тёплым летом. Среднегодовая температура — 1,4 °C. Средняя температура воздуха самого холодного месяца (января) составляет −14,5 °C (абсолютный минимум — −46 °С); самого тёплого месяца (июля) — 18 °C (абсолютный максимум — 36 °С). Безморозный период длится в течение 103—104 дня. Годовое количество атмосферных осадков — 546 мм, из которых 312 мм выпадает в период с мая по сентябрь. Снежный покров держится в течение 155—160 дней.

## История
Первое упоминание — п. Елизаровской приводит Список населённых мест Вятской губернии 1802 г. Административно входил в состав Котельнитская округа, Одинковская волость. Проживали черносошные крестьяне, душ мужского пола — 11, дворов — 3.
Список населённых мест Вятской губернии 1859—1873 гг. описывает поч. каз. Елизаровский (Сительниковы), при колодцах, по левую сторону Староустюжской коммерческой дороги из Вятки в Устюг, входивший в	Котельнический уезд, Стан 2, в 70 вёрстах от уездного города, в	25 вёрстах от становой кварт..
Список населённых мест Вятской губернии 1905 г. показывает деревню	Елизаровская (Котельниковы) в	Котельническом уезде Рязановской волости.
Списки населённых мест по церковным приходам на конец XIX — начало XX вв. указывают, что в 1915 году	починок	Елизаровский входил административно в	Котельнический уезд 4-й благочиннический округ. Церковный приход находился	с. Кобра, Введенско-Богородицкая церковь.	
по переписи населения 1926 г. дер.	Котельниковы (Елизаровский) Вятской губернии входила в Котельнический уезд, Даровская волость, Даровский сельсовет.
После реформы и образования Даровского района постановлением ВЦИК РСФСР от 10 июня 1929 г. в составе Котельнического округа Нижегородского края.
на 1 июня 1998 г. входил в Кобрский сельский округ.

## Население
| 2010 |
| ---- |
| 8    |

Гендерный и национальный состав
Согласно результатам переписи 2002 года, в национальной структуре населения русские составляли 100 % из 19 чел.. Проживали 9 мужчин, 10 женщин.
На 1873 г. проживали 37 человек (16 мужчин, 21 женщина).
По данным на 1905 год в деревне	Елизаровская (Котельниковы) 46 жителей, из них 21 мужчина, 25	женщин. По переписи населения 1926 года в деревне Котельниковы (Елизаровский) 35 жителей, из них 14 мужчин, 21	женщина. На 1 января 1950 года в д. Котельниковы	(Даровской район, Кобрский сельсовет) проживало 39 человек, в 1989 году постоянное население 20 чел, из них 8 мужчин, 12	женщин.

## Инфраструктура
Личное подсобное хозяйство.
К 1803 году — 3 двора, к 1873 г. в починке 5 дворов. По данным на 1905 год в дер.	Елизаровская (Котельниковы) 10 дворов. По переписи населения 1926 г. в дер.	Котельниковы (Елизаровский) 8 хозяйств. На 1 января 1950 года в д. Котельниковы 19 хозяйств.

## Транспорт
Просёлочная дорога.